# Praga B
O Praga B foi um motor aeronáutico utilizado em aeronaves leves. Foi desenvolvido na década de 1930.

## Projeto
O Praga B era um motor que possuía ignição dupla, do tipo boxer de dois cilindros refrigerado a ar que produzia 36 hp (27 kW) de potência. Uma variante mais potente, o Praga B2, produzia 40 hp (30 kW),, possuindo também uma maior taxa de compressão (6.7:1 em relação ao B, com 5.72:1).
Seus cilindros eram feitos de liga de aço com cabeça de liga de alumínio. Os pistões eram de liga de alumínio com três anéis de compressão e um anel raspador. As bielas eram feitas de aço nitretado, com as pontas maiores divididas e partes de bronze nas pontas menores. O virabrequim também era feito de aço nitretado e possuía dois rolamentos principais um de potência. O cárter era produzido de liga de alumínio.
Foram produzidas um total de 135 unidades, incluindo as variantes B e B2. A Jowett Cars Ltd. de Idle, Bradford no Reino Unido obteve uma licença em 1936 para produzir o motor Praga B, para instalação no também licenciado Hillson Praga. Logo após o fim da Segunda Guerra Mundial um Praga B2 foi colocado em exibição no Show Aéreo de Paris de 1946.